# 791 Ani
791 Ani је астероид главног астероидног појаса. Приближан пречник астероида је 103,52 ,
а средња удаљеност астероида од Сунца износи 3,116 астрономских јединица (АЈ).
Инклинација (нагиб) орбите у односу на раван еклиптике је 16,395 степени, а орбитални период износи 2009,511 дана (5,501 година). Ексцентрицитет орбите астероида износи 0,198.
Апсолутна магнитуда астероида износи 9,25 а геометријски албедо 0,032.
Астероид је откривен 29. јуна 1914. године.